# Olympische Sommerspiele 1928/Leichtathletik – Diskuswurf (Frauen)
Der Diskuswurf der Frauen bei den Olympischen Spielen 1928 in Amsterdam wurde am 31. Juli 1928 im Olympiastadion Amsterdam ausgetragen. 21 Athletinnen nahmen teil.
Olympiasiegerin wurde mit einer neuen Weltrekordweite die Polin Halina Konopacka vor der US-Amerikanerin Lillian Copeland. Bronze ging an die Schwedin Ruth Svedberg.

## Rekorde

### Bestehende Rekorde
| Weltrekord         | 39,18 m                                     | Halina Konopacka ( Polen)                   | Warschau, Polen                             | 4. September 1927                           |
| Olympischer Rekord | Wettbewerb erstmals im olympischen Programm | Wettbewerb erstmals im olympischen Programm | Wettbewerb erstmals im olympischen Programm | Wettbewerb erstmals im olympischen Programm |

### Rekordverbesserungen
Hier gab es einen ersten olympischen Rekord und einen Weltrekord.
- Erster olympischer Rekord: 39,17 m – Halina Konopacka (Polen), Qualifikation am 31. Juli
- Weltrekord: 39,62 m – Halina Konopacka (Polen), Finale am 31. Juli

## Durchführung des Wettbewerbs
Am 31. Juli gab es eine Qualifikationsrunde in zwei Gruppen. Die von den Teilnehmerinnen aller Gruppen sechs besten Starterinnen – hellblau unterlegt – qualifizierten sich für das Finale, das am selben Tag ausgetragen wurde. Dabei ging das Resultat der Qualifikation mit in das Endresultat ein.

## Qualifikation
Datum: 31. Juli 1928

### Gruppe 1

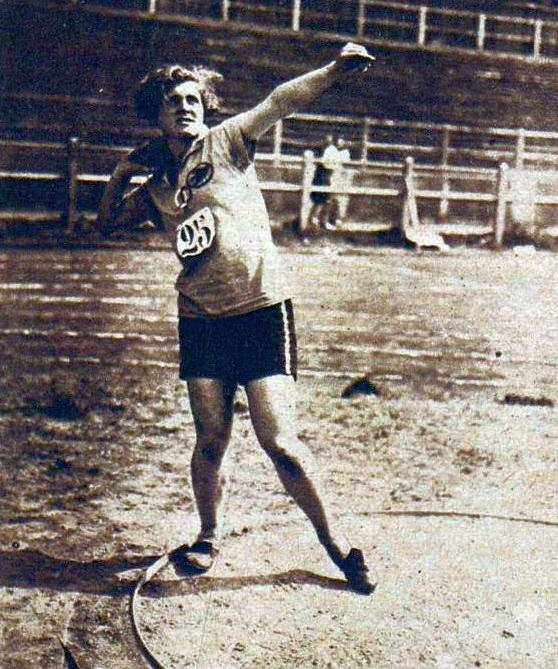
Lucienne Velu – ausgeschieden mit 31,29 m in Qualifikationsgruppe 1
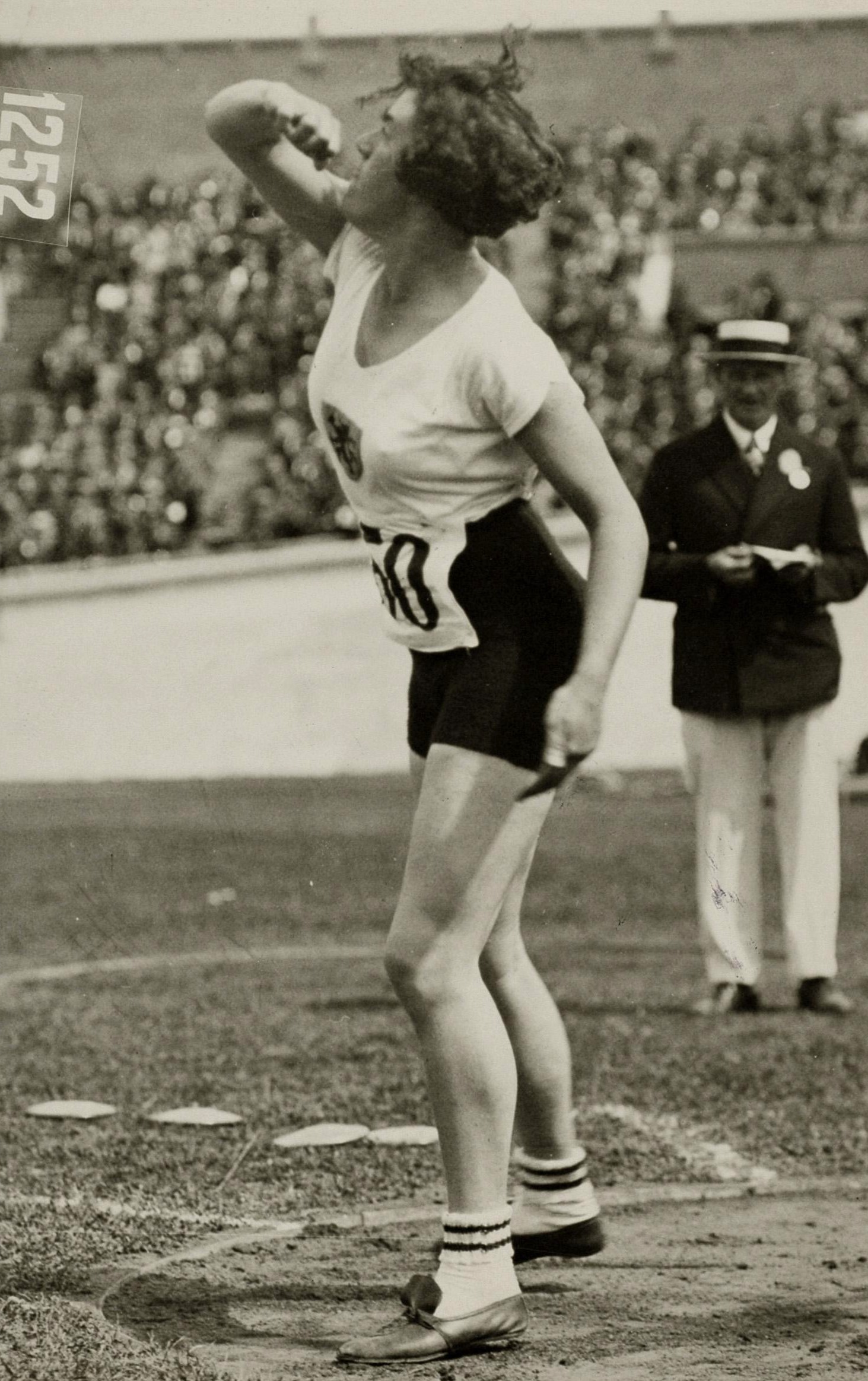
Lena Michaëlis – ausgeschieden mit 31,04 m in Qualifikationsgruppe 1

| Platz | Name               | Nation             | Weite   | Anmerkung |
| ----- | ------------------ | ------------------ | ------- | --------- |
| 1     | Halina Konopacka   | Polen              | 39,17 m | OR        |
| 2     | Lillian Copeland   | USA                | 36,66 m |           |
| 3     | Grete Heublein     | Deutsches Reich    | 35,56 m |           |
| 4     | Ruth Svedberg      | Schweden           | 34,68 m |           |
| 5     | Maybelle Reichardt | USA                | 33,52 m |           |
| 6     | Lucienne Velu      | Frankreich         | 31,29 m |           |
| 7     | Lena Michaëlis     | Niederlande        | 31,04 m |           |
| 8     | Paula Mollenhauer  | Deutsches Reich    | 30,94 m |           |
| 9     | Piera Borsani      | Königreich Italien | 30,67 m |           |
| 10    | Elfrīda Karlsone   | Lettland           | 30,60 m |           |
| 11    | Lucie Petit-Diagre | Belgien            | 25,28 m |           |
| 12    | Jenny Toitgans     | Belgien            | 24,40 m |           |

### Gruppe 2

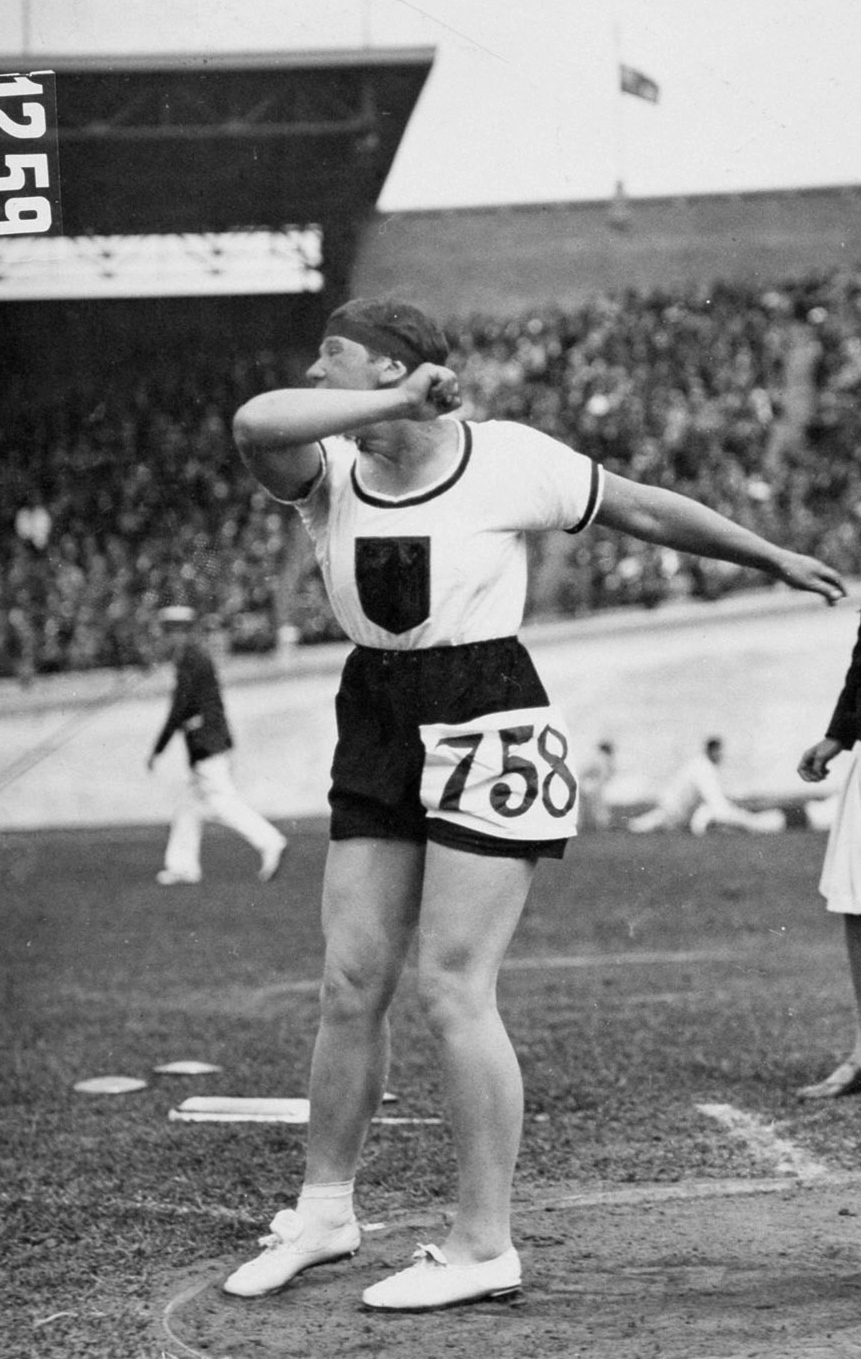
Charlotte Mäder – ausgeschieden mit 32,22 m in Qualifikationsgruppe 2
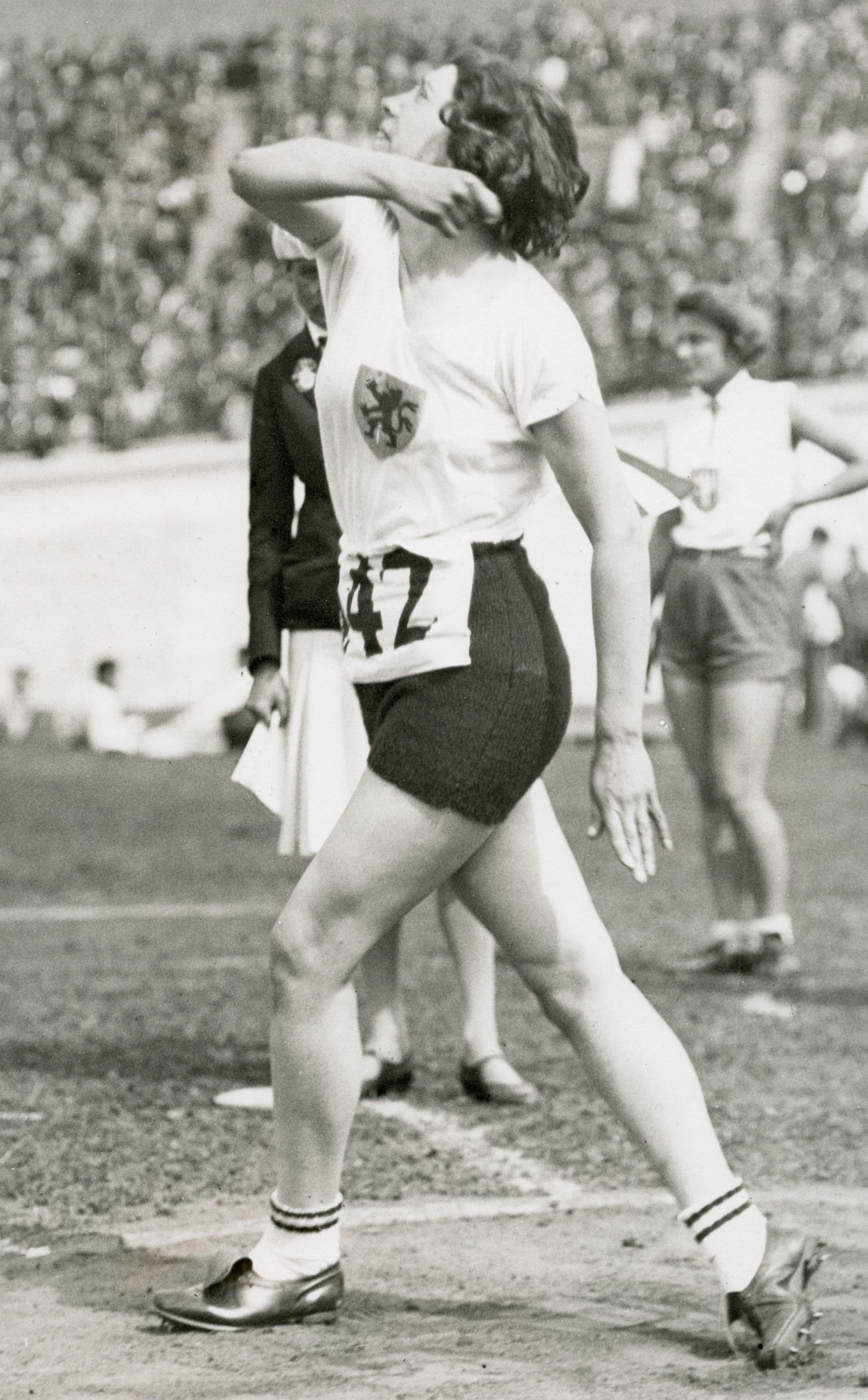
Bets Dekens – ausgeschieden mit 29,36 m in Qualifikationsgruppe 2

| Platz | Name               | Nation          | Weite   | Anmerkung |
| ----- | ------------------ | --------------- | ------- | --------- |
| 1     | Milly Reuter       | Deutsches Reich | 34,75 m |           |
| 2     | Lisl Perkaus       | Österreich      | 33,54 m |           |
| 3     | Genowefa Kobielska | Polen           | 32,72 m |           |
| 4     | Charlotte Mäder    | Deutsches Reich | 32,22 m |           |
| 5     | Rena MacDonald     | USA             | 30,25 m |           |
| 6     | Erzsébet Ruda      | Ungarn          | 29,65 m |           |
| 7     | Bets Dekens        | Niederlande     | 29,36 m |           |
| 8     | Berta Jikeli       | Rumänien        | 28,19 m |           |
| 9     | Margaret Jenkins   | USA             | 27,07 m |           |

## Finale und Resultat der besten Acht
- Diskuswurfsiegerin Halina Konopacka war die erste
Frau, die Olympiagold in der Leichtathletik; gewann

Datum: 31. Juli 1928
| Platz | Name               | Nation          | Qualifikationsweite | Finalweite                   | Resultat | Anmerkung |
| ----- | ------------------ | --------------- | ------------------- | ---------------------------- | -------- | --------- |
| 1     | Halina Konopacka   | Polen           | 39,17 m             | 39,62 m                      | 39,62 m  | WR        |
| 2     | Lillian Copeland   | USA             | 36,66 m             | 37,08 m                      | 37,08 m  |           |
| 3     | Ruth Svedberg      | Schweden        | 34,68 m             | 35,92 m                      | 35,92 m  |           |
| 4     | Milly Reuter       | Deutsches Reich | 34,75 m             | 35,86 m                      | 35,86 m  |           |
| 5     | Grete Heublein     | Deutsches Reich | 35,56 m             | keine Verbesserung im Finale | 35,56 m  |           |
| 6     | Lisl Perkaus       | Österreich      | 33,54 m             | keine Verbesserung im Finale | 33,54 m  |           |
| 7     | Maybelle Reichardt | USA             | 33,52 m             | nicht im Finale              | 33,52 m  |           |
| 8     | Genowefa Kobielska | Polen           | 32,72 m             | nicht im Finale              | 32,72 m  |           |

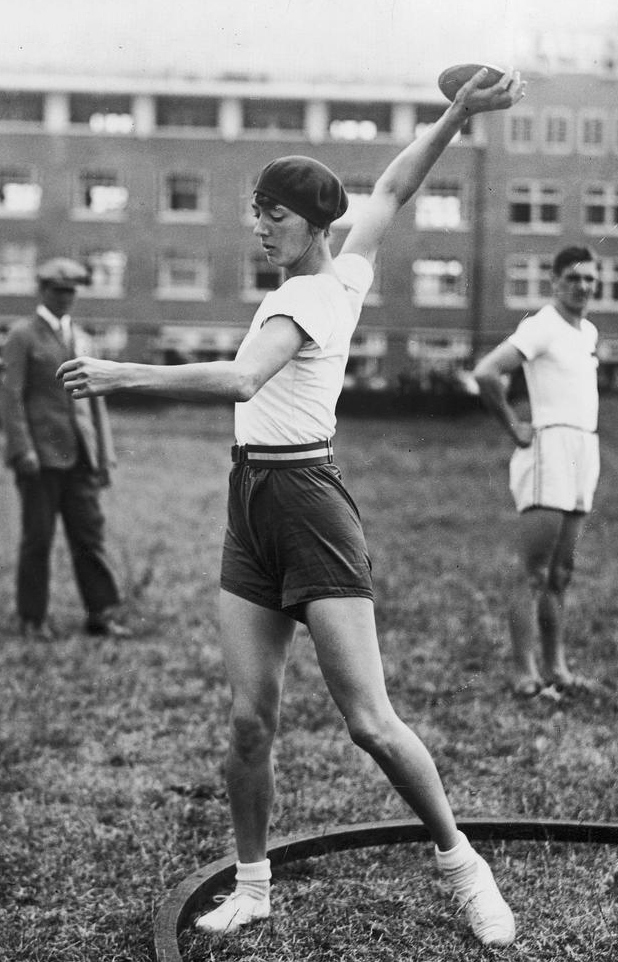
Diskuswurfsiegerin Halina Konopacka war die erste Frau, die Olympiagold in der Leichtathletik; gewann

Im Diskuswurf gab es für die Olympiasiegerin einen neuen Weltrekord. Mit 39,62 m blieb die polnische Favoritin Halina Konopacka dabei nur knapp unter der 40-Meter-Marke. Lillian Copeland aus den Vereinigten Staaten gewann die Silbermedaille, Bronze ging an die Schwedin Ruth Svedberg. Nur sechs Zentimeter bzw. 36 Zentimeter dahinter belegten die beiden Deutschen Milly Reuter und Grete Heublein die Plätze vier und fünf.
Halina Konopacka, die Favoritin dieses Wettkampfes, wurde die erste Leichtathletikolympiasiegerin in der Geschichte der Olympischen Spiele. Gleichzeitig sorgte sie für den ersten Olympiasieg Polens überhaupt.

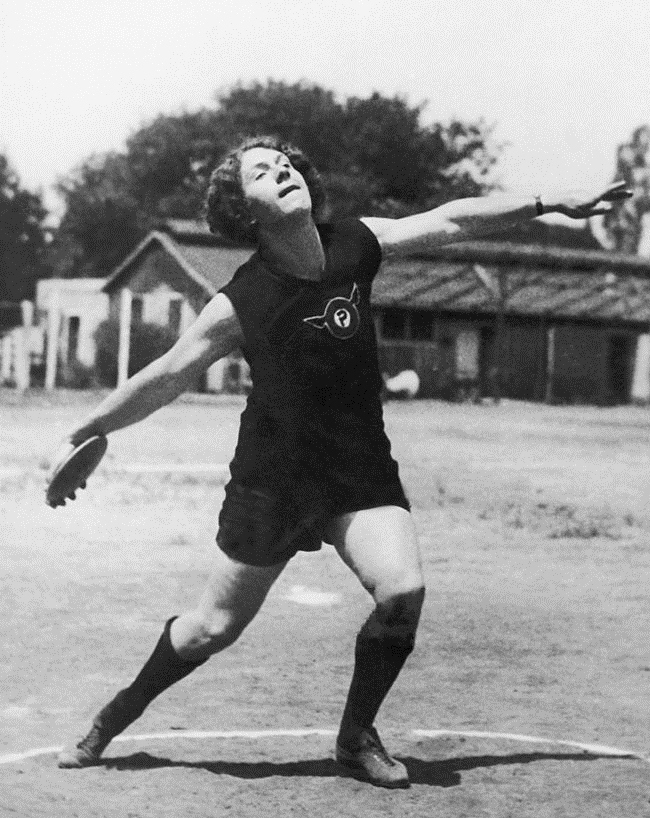
Silbermedaillengewinner Lillian Copeland
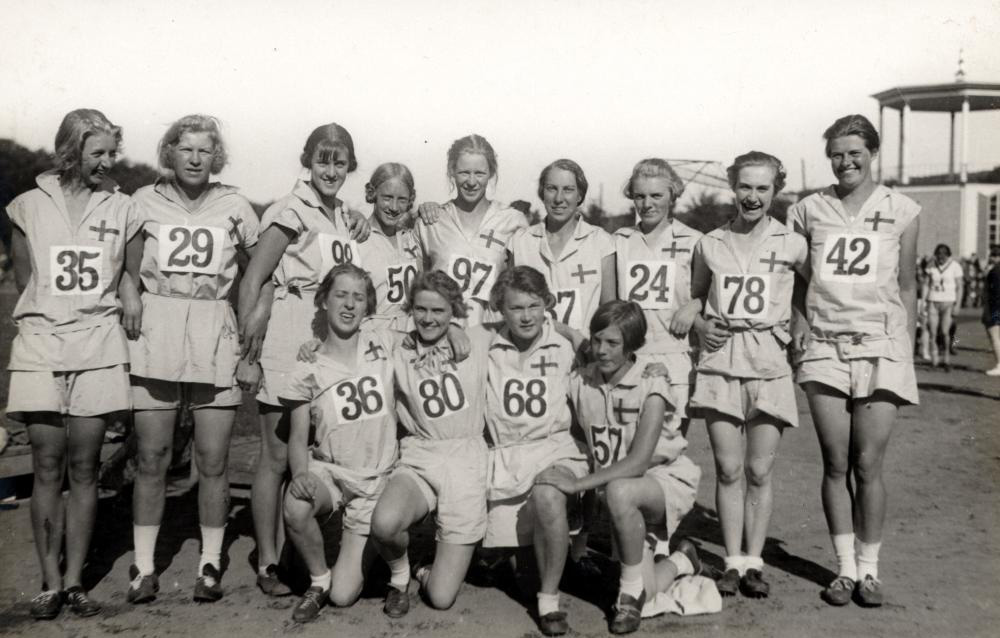
Ruth Svedberg (obere Reihe, Fünfte von links. Nr. 97) gewann die Bronzemedaille
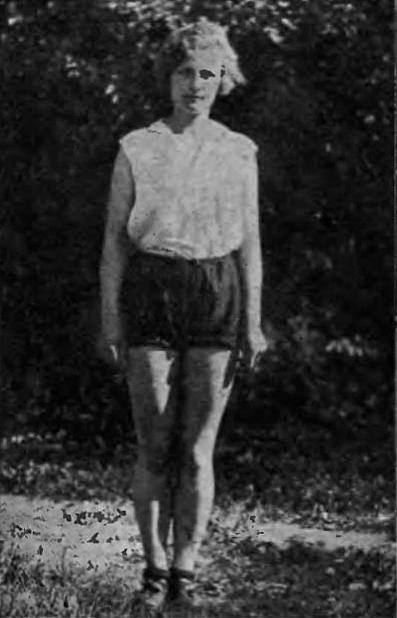
Genowefa Kobielska schied in der Qualifikation aus und belegte Gesamtrang acht

## Video
- Many Debuts At The Amsterdam Games - Amsterdam 1928 Olympics, youtube.com, Bereich: 1:31 min bis 1:37 min, abgerufen am 29. Juni 2021